# 우미노 미츠키
우미노 미츠키(일본어: 海乃 美月 うみの みつき[*], 5월 18일 - )는 다카라즈카 가극단 츠키구미에 소속된 여역이다. 현 츠키구미 톱여역이다.
도야마현 히미시, 시립 호쿠부 중학교 출신이다. 키 164cm, 혈액형은 O형이다. 애칭은 "우미", "쿠라게"이다.

## 출연 이벤트
- 2014년 12월, 다카라즈카 스페셜 2014 『Thank you for 100 years』
- 2015년 12월, 다카라즈카 스페셜 2015 『New Century，Next Dream』
- 2016년 7월, 류 마사키 디너쇼 『Goodbye Fairy』
- 2016년 12월, 다카라즈카 스페셜 2016 『Music Succession to Next』
- 2017년 12월, 다카라즈카 스페셜 2017 『쥬템므・레뷰 -몽・파리 탄생 90주년-』
- 2018년 12월, 다카라즈카 스페셜 2018 『Say! Hey! Show Up!!』

## 수상 이력
- 2016년, 『다카라즈카 가극단 연도상』 - 2015년도 신인상
- 2020년, 『다카라즈카 가극단 연도상』 - 2019년도 노력상